# 伊号第八潜水艦
伊号第八潜水艦（いごうだいはちせんすいかん）は、大日本帝国海軍の潜水艦で伊七型潜水艦（巡潜3型）の2番艦。第二次世界大戦の最中に遣独潜水艦作戦としてドイツと日本を往復したことで知られる。

## 艦歴

### 建造
1934年（昭和9年）の②計画により同年10月11日川崎造船所にて起工し、1936年（昭和11年）7月20日進水、1938年(昭和13年)5月27日艤装員事務所を神戸海軍監督官事務所内に設置し事務開始。同年6月1日、艦型名が伊七型に改正。同年12月5日に竣工した。竣工と同時に横須賀鎮守府籍となり、第二艦隊第2潜水戦隊に編入された。
1939年（昭和14年）11月15日、伊8は横須賀鎮守府部隊所属となる。
1940年（昭和15年）10月11日、横浜港沖で行われた紀元二千六百年特別観艦式に参加。11月15日、伊8は第六艦隊第3潜水戦隊に編入。
1941年（昭和16年）10月3日、伊8は大鯨から第3潜水戦隊旗艦を引き継いだ。

### 開戦
太平洋戦争開戦時は第六艦隊第3潜水戦隊旗艦。1941年（昭和16年）11月11日、伊8は佐伯を出港。20日、クェゼリンに到着。24日にクェゼリンを出港。12月8日の真珠湾攻撃時には後詰めとしてオアフ島付近に出撃した。その後一旦クェゼリンに戻った後、1942年（昭和17年）1月12日にはクェゼリンを出港し、2月3日にサンフランシスコ沖に到着。夕方ごろには輸送船7、駆逐艦3を発見。その後北上し、7日にはシアトル沖に到達。9日には哨戒区域を離れ、3月2日に呉に到着して整備を受ける。整備完了後、横須賀に移動。
4月15日、伊8は横須賀を出港。航行中の4月18日、ドーリットル空襲が起こったため米機動部隊の捜索を行うが、見つけることはできなかった。その後、第3潜水戦隊司令官三輪茂義少将が病気を患ったため横須賀に反転。症状が重かったため第3潜水戦隊司令は26日に河野千万城少将に交代となった。その後再度横須賀を出港してクェゼリンに向かう。5月6日、ルオット島の45度400浬で第十一航空艦隊の一式陸上攻撃機に誤爆される。60kg爆弾8発を投下され、伊8は潜航不能となってしまったため反転。16日に呉に到着し修理を受ける。同日、連合艦隊第5潜水戦隊に編入され、第3潜水戦隊の旗艦は、急遽同戦隊に編入した伊11に変更される。7月10日、第5潜水戦隊の解隊に伴い、南西方面艦隊付属となる。8月20日、第六艦隊付属となる。
修理完了後、佐伯に移動。8月27日には特設巡洋艦盤谷丸と衝突事故を起こし損傷したため、再度呉に移動して修理を受けた後、佐伯に戻った。9月15日、佐伯を出港。18日にはトラック島に到着。その後出港し、ガダルカナル島方面での哨戒任務につく。11月2日にはエファテ島ポートビラとハバンナを航空偵察。1943年（昭和18年）1月23日にはカントン島を砲撃した。3月21日には呉に到着し、整備と遣独作戦に備えた改造を受ける。4月1日、第8潜水戦隊第14潜水隊に編入。
5月19日から21日にかけて、瀬戸内海で伊10と共に燃料補給訓練を行った。25日、第8潜水戦隊付属となる。

### 遣独潜水艦作戦
1943年6月1日に第2次訪独潜水艦として呉を出港。目的はヒトラーから無償譲渡されるUボートU1224（日本名：呂号第五百一潜水艦）の日本回航の搭乗員（乗田貞敏少佐以下51名）の輸送のためであった。作戦中の暗号名は「フレッツィア」または「リラ」。この作戦のために3月21日より呉海軍工廠で魚雷発射管室を居住区にするなどの改造を行った。
- 6月1日、伊10、特設潜水母艦日枝丸（日本郵船、11,621トン）と共に呉出港。
- 6月10日 - 22日シンガポールに寄航し整備。
- 6月23日 - 7月7日ペナン寄港。
- 7月1日、南緯04度53分 東経87度20分 / 南緯4.883度 東経87.333度の地点で伊10から燃料補給を受ける。
- 7月6日、南緯22度25分 東経76度15分 / 南緯22.417度 東経76.250度の地点で伊10から燃料補給を受け、伊10と分離する。
- 7月18日～21日暴風圏を航行。
- 8月20日に大西洋アゾレス諸島西方でドイツ潜水艦U 161と会合し翌日レーダー逆探知装置を受領。
- 8月30日ドイツ水雷艇3隻（T22、T24、T25）と会合。
- 8月31日にドイツ占領下のフランス大西洋岸のブレスト港に到着(出港後66日)。

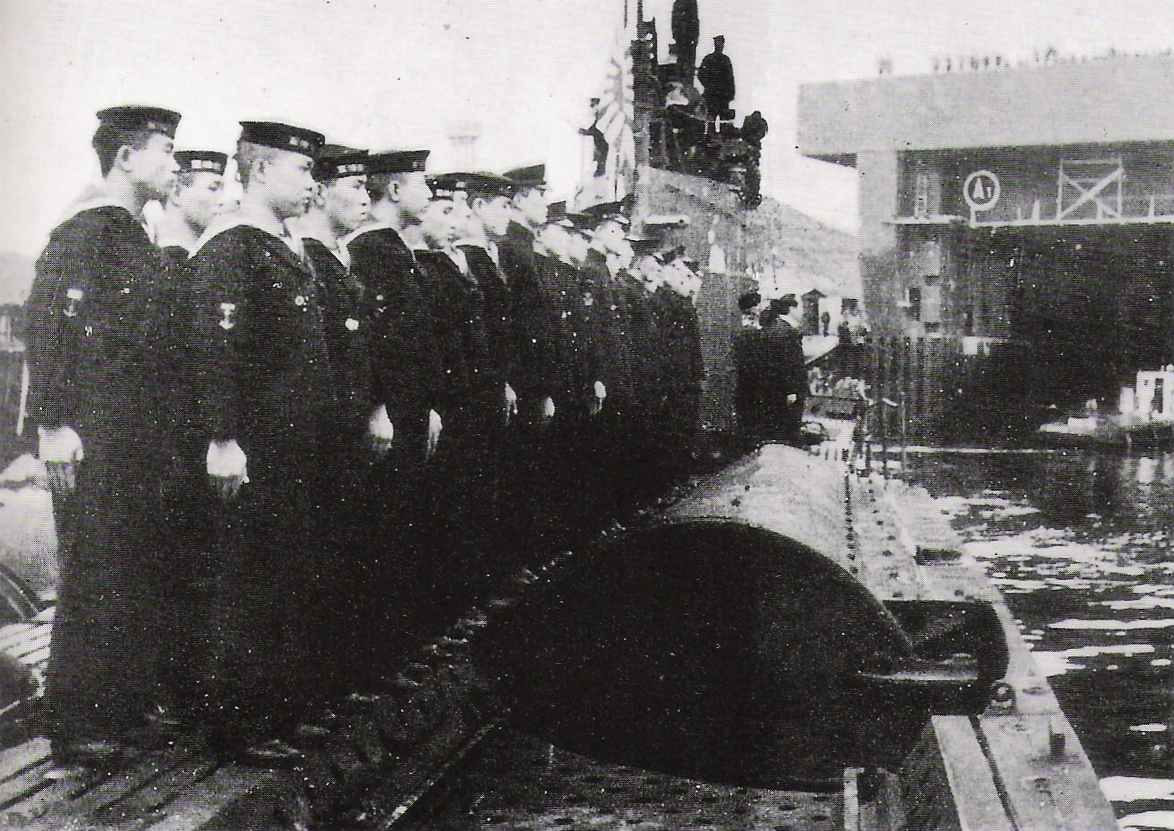
ブレスト軍港における伊8潜

艦長の内野信二大佐と大尉以上の士官はパリ経由でベルリンを訪問し、カール・デーニッツ海軍総司令官と面会する。この訪問の最中、9月8日にイタリアが無条件降伏している。この他、通信長の桑島斉三大尉他数名がベルギーのオーステンデの電波兵器学校に派遣され、レーダー装置の取扱いなどの訓練を受けている。
呂号第五百一潜水艦の回航要員の他、積み込んでいた酸素魚雷、潜水艦自動牽吊装置（図面）、錫、天然ゴム、雲母、キニーネ等がドイツ側に提供された。
帰路の積み荷はダイムラー・ベンツ高速艇発動機MB501と取扱い装置や設計図面、メトックス受信機、エリコン20ミリ機銃120挺、エニグマ暗号機169台などであった。軍事物資の他には、海水の塩分濃度測定に必要となるがデンマークの戦いの影響で輸入が途絶していた標準海水（コペンハーゲン水）5アンプルを積載した。
また、後甲板にはドイツから譲渡された20ミリ4連装対空機銃が装備された。呂501(U 1224)に乗田貞敏少佐以下51名を移乗。
- 10月5日15時30分ブレスト出港。26日に赤道を通過、翌27日に哨戒機に発見され至近弾を受ける。
- 11月10日暴風圏を突破。
- 12月5日スンダ海峡経由でシンガポール港に到着。
- 12月21日[14] 呉に到着。日本とドイツの完全往復に成功したのはこの伊号第八潜水艦のみであった。

呉に到着後、三井造船玉野造船所に回航されて整備と復元が行われた後、呉に戻った。

### インド洋 通商破壊任務
- 1944年1月25日艦長に有泉龍之助(海兵51期)中佐(10月15日大佐)が着任する。
- 2月19日、呉を出港し、ペナンに移動。
- 3月19日、ペナンを出港し、モルディブ諸島周辺で哨戒を行う。
- 3月26日、コロンボ南南西600浬地点付近で、蘭貨物船ティラサック（Tjisarak、5,787トン）を雷撃により撃沈。
- 3月30日、ディエゴガルシア島南東沖合で、伊8の搭載機が空船でカラチからフリーマントルに向かっていた英貨物船シティ・オブ・アデレード（City Of Adelaide、6,589トン）を発見。日没後、搭載機の通報により南緯12度01分 東経80度27分 / 南緯12.017度 東経80.450度の地点で先回りして待ち伏せしていた伊8は魚雷1本を発射。魚雷はシティ・オブ・アデレードの右舷に命中し、同船は大傾斜して救難信号を発信したのち、放棄された。放棄後、伊8は浮上して砲撃し、シティ・オブ・アデレードを撃沈した。
- 4月11日0607、北緯3度31分 東経67度07分 / 北緯3.517度 東経67.117度フリーマントルから潜水艦用燃料を搭載して航行中の米T2 タンカーヤムヒル（Yamhill、10,448トン）を発見し、合計4本の魚雷を発射。しかし、2本はヤムヒルの右舷側を、もう2本は左舷側を通過していった。雷撃されたと気づいたヤムヒルは救難信号を発信。10kmの距離を保って12時間以上追跡しながら、伊8は砲弾20発を発射。ヤムヒルも応戦し、38発の砲弾を発射した。夕方ごろ、モルディブから飛び立った英空軍所属のPBY カタリナが接近してきたため、伊8は急速潜航して離脱した。
- 4月16日、アッドゥ環礁付近で帆船を発見し、砲撃により撃沈。
- 6月29日2345、南緯07度51分 東経75度20分 / 南緯7.850度 東経75.333度のディエゴガルシア南西沖合で、174人の乗客と一般貨物2,720トンを乗せてボンベイからシドニーに向かっていた英貨物船ネルール（Nellore、6,942トン）を発見し、雷撃。魚雷2本が命中したネルールは航行不能となり、火災が発生した。同船は放棄され、浮上した伊8は砲手1名、乗客10名を捕虜とした。
- 6月30日0245、炎上するネルールを砲撃し、撃沈。
- 7月2日、南緯03度28分 東経74度30分 / 南緯3.467度 東経74.500度のセイロン島南方700浬地点付近で、中国、ビルマ、インド方面への軍需物資を積んでボンベイからシドニーに向かっていた米リバティ船ジーン・ニコレット（Jean Nicolet、7,174トン）を発見し、魚雷2本を発射。魚雷はすべてジーン・二コレットの右舷に命中し、すぐに同船は放棄された。伊8が浮上して砲撃準備中、ジーン・ニコレットは沈没した。その後、日本へ回航中の呂号第五百一潜水艦との会合に向かうも、同艦が5月に米駆逐艦の攻撃により戦没してしまったためやむなく反転。
- 8月14日、ペナンに到着。その後ペナンを出港し、10月9日に横須賀に到着して整備を受ける。この時、艦後部の航空兵装（格納筒、射出機、クレーン）を撤去し、4隻の回天を搭載可能なように改装されたが、最期まで回天を搭載することはなかった。改装完了後、佐伯へ移動。
- 11月5日、第六艦隊付属となる。
- 12月1日、艦長篠原茂夫(兵62)少佐着任。

### 国際法違反事件
有泉が艦長であった期間に、以下の事件が起きたとされる。
- 1944年3月26日、蘭貨物船「ティサラック」を撃沈した際、生存者の一部を甲板に引き上げて尋問した後刃物で刺殺したり、レンチで撲殺。海上にいる生存者にも機銃掃射を行った。これにより乗船者103名中98名が死亡し、5名が救命艇に泳ぎ着き、後に通りかかった米貨物船に救助された。
- 1944年7月2日、米リバティ船「ジーン・ニコレット」を撃沈した際、生存者の一部を甲板に引き上げ、殴ったり、ナイフで刺したり、銃で撃ったり、パイプで殴打されたりして殺害し、救命ボートや、海上に浮かんでいる生存者達を機銃掃射した。そのうち、伊8は英哨戒機をレーダーで探知したため、甲板にいた生き残りの捕虜を海上に追いやった後急速潜航した。かろうじて救命ボートにしがみついていた二十数名はなんとか助かり、その後、イギリス領インドの軍艦に救助された。

この二つの殺傷事件には背景があった。1943年9月、有泉の上司に当たる第八潜水戦隊司令官・市岡寿少将（42期）は、東京の軍令部首脳から「ドイツのリッベントロップ外相から日本に対して、連合国の商船を撃沈した場合、乗組員も全滅させてもらいたいという要請があり、海軍も同意した。貴官もそのつもりで敵船乗員の処分は徹底的にやってもらいたい」と言われていた。
ドイツは、大西洋でUボートによりいくら米・英の船を撃沈しても、新たに大量に建造されるので効果が現れない。そこで船員を殺すことを考えついたわけである。ドイツ側から要請があったことは、戦後の軍事裁判で米国の弁護士が明らかにした。このような背景により伊26や伊37でも同様の事例が発生した。
同時期における似たような事例としてはサ号作戦において発生したビハール号事件があった。
有泉は、司令として搭乗していた伊401で終戦を迎え、米軍の接収後に自決した。この事件については戦中から連合国の抗議が行われていたが、第八潜水戦隊の副官であった近藤道生は自決していた有泉に責任を負わせている面があること、有泉自身は敵船乗員の処分に反対していたことを証言している。
1942年3月から1943年6月まで第六艦隊司令長官を務めた小松輝久中将（37期、北白川宮の第四子）は、戦後この事件の責任を問われ、横浜の軍事法廷は重労働15年を言い渡した。また、市岡少将には1948年2月、重労働20年の判決が言い渡された。直接関係のない前任者の石崎昇少将（42期）にまで重労働10年の刑が課された。
戦後、戦犯裁判の対策に当たっていた復員庁第二復員局の豊田隈雄大佐が第六艦隊参謀長だった三戸寿中将に確認したところ、確かに軍令部から派遣された参謀からそのような口頭命令があったこと、現場の艦長が口頭命令でそのようなことはできないと反発したので仕方なく命令書を作成したことを内密に打ち明けたという。

### 最後
1945年3月20日アメリカ軍の沖縄来攻により佐伯を出港した。3月28日1805、輸送船2、駆逐艦4の船団を那覇から150浬離れた地点で発見した、という報告を最期に、日本側からは消息不明となる。3月30日23:08に沖縄本島沖で、油槽船、輸送艦及び駆逐艦を含む機動部隊の一艦として慶良間諸島に向かう途中の米駆逐艦「ストックトン」に目的地から東南90マイルの地点で、12000ヤードの位置にレーダーで捉えられた。米機動部隊司令官は、隊内通話(無電)で、この見慣れぬ艦に話しかけようとした。なぜなら、この海域は友軍船団の集結地点だったからである。しかし応答はなかった。ストックトンは目標を追跡せよとの命令を受けた。直ちに変針すると、潜航しようとする一隻の潜水艦が映った。
3月30日の夜間23:39から翌日の暁02:39の間、駆逐艦ストックトンは深度70、爆雷攻撃をもって、潜航中の伊8に対して攻撃した。7回目の攻撃の後、海面に重油が噴き出し、伊8は損傷した。やがて、米対潜攻撃機が照明弾投下のため現場に飛来した。新たに近接してきた駆逐艦「モリソン」（艦長J.R.ハンセン）はストックトンを援護するように命令を受けた。指定集結地点に到着すると、モリソンは煌々と照らし出されている伊8を発見し、ストックトンが照明攻撃を指揮しているところであった。ストックトンは伊8との接触を見失った。しかしモリソンも2分以内に捕捉し、これを援護した。ストックトンは03:24に攻撃目標を再び捕捉し、爆雷を深度11と浅く調整して03:30に投下した。伊8は艦首から浮上してきた。伊8の艦首は、ストックトンの後方わずか900ヤードであった。転舵するにも衝突させるにも近すぎるのでモリソンは全火器で水平射撃を開始した。伊号潜水艦の上部構造物は吹き飛び、気泡を噴出した。ストックトンは片舷用爆雷投射機3基で攻撃した。伊8は30分以上もローリング・ピッチングしながら集中砲火を浴びた。船体は命中弾を受けて穴があき、全甲板は剥ぎ取られ、艦橋は爆発によって粉砕され、04:12に艦尾から沈んでいった。
夜が明けるとともに、重油と破壊された残骸が混ざって大量に現われた。この漂流物の中に2人の日本人の死体が浮遊し、1人の潜水艦乗組員（向井隆昌二曹）が泳いでいた。米側が通訳を介して沈んだ潜水艦名を尋ねたところ、「もし逆に貴様の艦が沈められたら、貴様は自分の艦名を公言するか」と向井は返答した。伊8の艦名は、戦後になって、沈没時の第六艦隊司令長官・三輪茂義中将の記録に載っていたことで米側に確認された。
なお、伊8を撃沈したモリソンは1945年5月4日沖縄洋上で特攻機によって撃沈された。
向井は「伊号第8潜水艦史」(伊8潜史刊行会編)で以下のように証言している。
| 「 | 「急速浮上砲戦メンタンクブロー」が発令されました。……艦長の「しっかりブローしろ」の声。発令所から′浮上ります′の声。艦は艦首を上に20度位の傾きで飛び上がるようにボンと浮上しました。ハッチを開き、見張り員を先頭に、砲員がブリッジにでました。私達砲員が艦橋に出ると右側に敵駆逐艦が見えました。すぐ砲戦、機銃戦です。ドイツから持ち帰った20ミリ連装機銃が一番早く応戦して火を吹きました。私は、砲員なので左側から甲板に飛びおり、杉本哲夫二曹と2人で、40口径14センチ連装砲へ駆け寄り、2発装填した瞬間、敵弾の直撃で破片を両足と胸に受け、こん畜生と思いました。その時、私の名を呼ぶ砲長岡田茂郎上曹の声がするので、そばに駆け寄りますと、顔が半分とび散り、電波探知器にもたれたまま戦死されました。……艦橋は直撃を受けて大破し、人が自由に出入り出来る程の大穴が開いていました。……そこで私は、砲側へ引返して応戦しようとしたとき巡洋艦を発見しました。2隻の米艦に挟撃されていたわけです。このとき負傷した砲員の欠月補充に主計兵が「一人どうか？」といってこの大穴から飛び出して来ました。私は返事をする間もなく射手席にもどり、大砲を発射しようと懸命に努力しましたが、どうしても発射出来ません。互いに交戦しながら、あい対する角度は90度、距離3000メートル付近になった時、わが伊号第8潜水艦は機銃戦を続行しつつ、しかも銃口からは、最後の最後まで火を吹きながら一瞬の間に海中に突っ込み、私を除く全乗組員艦長以下128名は艦と運命をともにしました。 | 」 |

沈没地点は、沖縄那覇の南東1026km地点付近、北緯25度29分 東経128度35分 / 北緯25.483度 東経128.583度。
同年4月10日、沖縄方面で沈没と認定、8月10日除籍。
撃沈総数は5隻で、計26,492トン(帆船1隻のトン数を除く)にのぼる。

## 逸話
帰港時にマストに鯉幟を掲げることで知られていた。

## 潜水艦長
艤装員長
1. 後藤汎 中佐：1938年5月20日[20] - 1938年12月5日[21]

潜水艦長
1. 後藤汎 中佐：1938年12月5日[21] - 1939年11月15日[22]
2. 清水太郎 中佐：1939年11月15日[22] - 1941年10月31日[23]
3. 江見哲四郎 中佐：1941年10月31日[23] - 1942年7月25日[24]
4. 内野信二 中佐/大佐：1942年7月25日[24] - 1944年1月15日[25]
5. 有泉龍之助 中佐/大佐：1944年1月15日[25] - 1944年11月5日[26] 以後、12月1日まで潜水艦長の発令無し。
6. 篠原茂夫 少佐：1944年12月1日[27] - 1945年4月15日 戦死認定、同日付任海軍中佐[28]